# Nord-Pas-de-Calais gruvområde

Nord-Pas-de-Calais gruvområde (franska: Bassin minier du Nord-Pas-de-Calais) är ett område som starkt påverkats ekonomiskt, socialt, ekologiskt och kulturellt genom den intensiva exploateringen av kolfyndigheterna i  området. Området utgör den västra delen av ett mer vidsträckt gruvområde som sträcker sig bortom gränsen mellan Belgien och Frankrike längs floderna Sambre och Meuse. Den 30 juni 2012 blev gruvområdet ett världsarv.

## Historia
Den första kolhällen upptäcktes i Boulogne år 1660, och den första gruvan öppnades av Cavrel av Tagny 1692, men kom att överges året därpå. Därför finns en mängd relativt små stenkolsgruvor på denna gruvplats i Boulogne som sträcker sig några få kvadratkilometer. Av dessa fanns på 1900-talet en handfull kvar.
Stenkolet kom därför först att på allvar exploateras i Pas-de-Calais. I slutet av 1710-talet började kolfyndigheterna utforskas i departementet Nord: 1716 gick Nicolas Desaubois samman med Jean-Jacques Desandrouin och hans bror Jean-Pierre Desandrouin, Jacques Richard och Pierre Taffin. De öppnade utan någon framgång snabbt översvämmande stenkolsgruvor, tills man hittade ett ungefär fyra meter tjockt kolskikt vid Jeanne Colardgruvan den 3 februari 1720. Också denna gruvgrop översvämmades vid slutet av året och kunde inte återställas, men man hade då förstått att det finns en mängd stenkol i Fresnes-sur-Escaut. Gruvöppningar avlöste varandra, men framgången dröjde fram till 24 juni 1734, när bituminöst kol hittades i en gruva i Anzin. Försök gjordes sedan för att komma åt rikedomen, till slut lyckades Emmanuel de Croy-Solre förena de olika intressenterna den 17 november 1757 och företaget Compagnie des mines d'Anzin grundades. Företaget expanderade sedan snabbt. Parallellt med detta växte en mängd andra företag upp, ett av dem var Compagnie des mines d'Aniche som natten mellan den 11 och 12 september 1778 hittade kol i fosse Sainte-Catherine - Saint-Mathias.

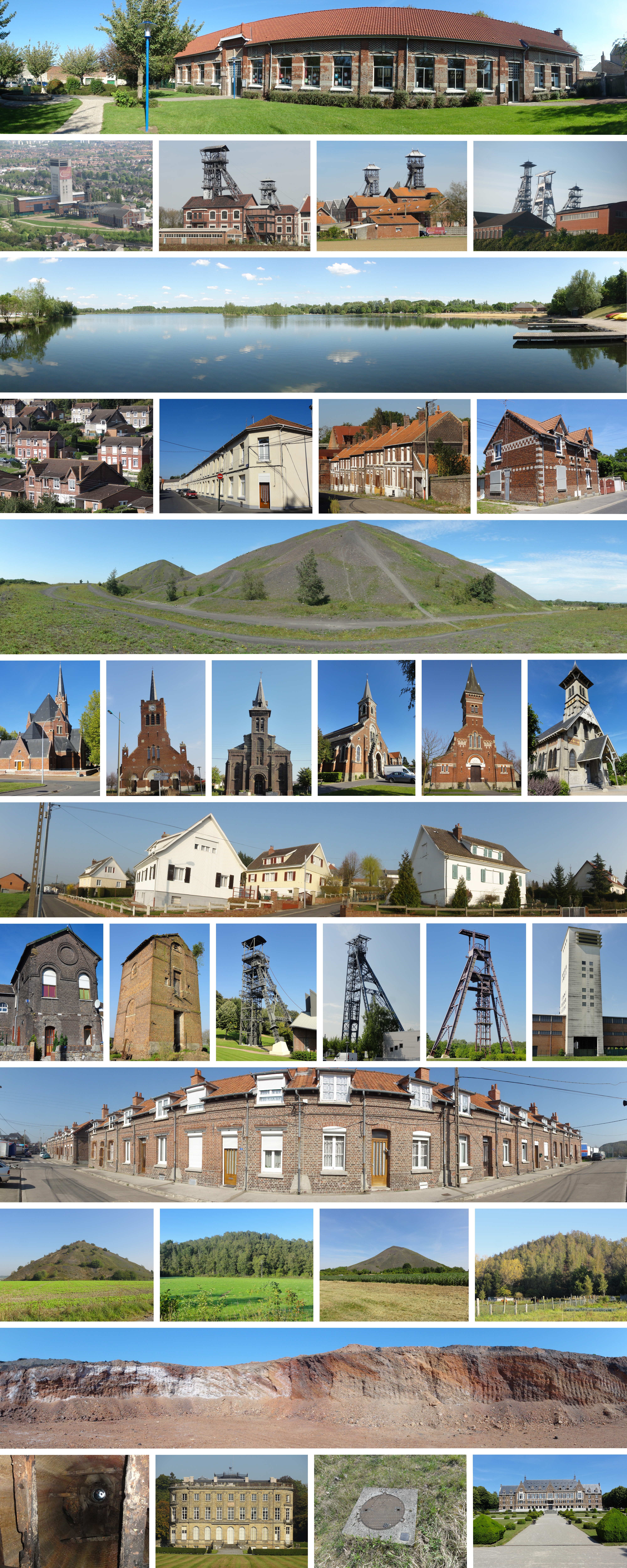
Gruvområdets skiftande arkitektur och kulturlandskap.

## Fotnoter
1. ↑  Det finns flera beteckningar för området, här används det vanligaste som används som namn på världsarvet.